# Wuppertaler Studienbibel
Die Wuppertaler Studienbibel aus dem R. Brockhaus Verlag ist im deutschsprachigen Raum die wohl am weitesten verbreitete Bibelkommentarreihe. Die Autoren übersetzten zunächst den biblischen Grundtext eigenständig neu, anschließend legten sie ihn abschnittsweise aus.
Die Wuppertaler Studienbibel soll, so Fritz Rienecker im Vorwort des ersten Bandes, die „persönliche Schriftforschung des Bibellesers“ unterstützen; darüber hinaus will sie „Hilfsdienste leisten für die Vorbereitung zum Predigtdienst“.

## Neues Testament

### Herausgeber
Die Wuppertaler Studienbibel Neues Testament wurde begründet und zunächst herausgegeben von Fritz Rienecker (1897–1965). Ab 1962, mit Erscheinen der Römerbrief-Erklärung, wurde Werner de Boor (1899–1976) Mitherausgeber. Ab Mitte der 60er Jahre, nach Fritz Rieneckers Tod, übernahm de Boor gemeinsam mit Adolf Pohl (1927–2018) die Herausgabe und Vervollständigung der Reihe.
Für die „Neue Wuppertaler Studienbibel“, also die Wuppertaler Studienbibel inklusive der Ergänzungsbände nennt der Verlag Fritz Laubach, Adolf Pohl und Claus-Dieter Stoll als Herausgeber in Verbindung mit Rolf Hille, Gerhard Hörster, Gerhard Maier, Christoph Morgner und Rolf Scheffbuch.

### Autoren
Die Autoren der einzelnen Bände (in Klammern jeweils das Jahr der ersten Auflage):
- Das Evangelium des Matthäus: Fritz Rienecker (1953)
- Das Evangelium des Markus: Fritz Rienecker (1955)
- Das Evangelium des Lukas: Fritz Rienecker (1959)
- Das Evangelium des Johannes (1. Teil, Kapitel 1 bis 10): Werner de Boor (1968)
- Das Evangelium des Johannes (2. Teil, Kapitel 11 bis 21): Werner de Boor (1970)
- Die Apostelgeschichte: Werner de Boor (1965)
- Der Brief an die Römer: Werner de Boor (1962)
- Der erste Brief an die Korinther: Werner de Boor (1968)
- Der zweite Brief an die Korinther: Werner de Boor (1972)
- Der Brief des Paulus an die Galater: Hans Brandenburg (1961?)
- Der Brief des Paulus an die Epheser: Fritz Rienecker (1961)
- Die Briefe des Paulus an die Philipper und an die Kolosser: Werner de Boor (1957?)
- Die Briefe des Paulus an die Thessalonicher: Werner de Boor (1959)
- Der erste Brief des Paulus an Timotheus: Hans Bürki (1974)
- Der zweite Brief des Paulus an Timotheus / Die Briefe an Titus und an Philemon: Hans Bürki (1975)
- Der Brief an die Hebräer: Fritz Laubach (1967)
- Der Brief des Jakobus: Fritz Grünzweig (1973)
- Die Briefe des Petrus und Judas: Uwe Holmer (1. Petrus); Werner de Boor (2. Petrus / Judas) (1976)
- Die Briefe des Johannes: Werner de Boor (1974)
- Die Offenbarung des Johannes 1. Teil (Kapitel 1–8): Adolf Pohl (1969)
- Die Offenbarung des Johannes 2. Teil (Kapitel 8–22): Adolf Pohl (1971)

1976 lag die Wuppertaler Studienbibel Neues Testament komplett vor; allerdings wurden seit Mitte der 80er Jahre einzelne Bände durch neu erstellte Auslegungen („Ergänzungsfolgen“) ersetzt:
- Das Evangelium des Markus: Adolf Pohl (1986)
- Der Brief an die Galater: Adolf Pohl (1995)
- Der Brief an die Römer: Adolf Pohl (1998)
- Brief des Jakobus: Hans-Jürgen Peters (1997)
- Der Brief an die Epheser: Eberhard Hahn (1996)

## Altes Testament

### Herausgeber
Herausgeber der Wuppertaler Studienbibel Altes Testament sind Gerhard Maier (* 1937) und Adolf Pohl (1927–2018).

### Autoren
- Das erste Buch Mose 1. Teil (Kapitel 1–11): Hansjörg Bräumer (1983)
- Das erste Buch Mose 2. Teil (Kapitel 12–36): Hansjörg Bräumer (1987)
- Das erste Buch Mose 3. Teil (Kapitel 37–50): Hansjörg Bräumer (1990)
- Das zweite Buch Mose 1. Teil (Kapitel 1–18): Hansjörg Bräumer (1996)
- Das zweite Buch Mose 2. Teil (Kapitel 19–40): Hansjörg Bräumer (1999)
- Das dritte Buch Mose: Gerhard Maier (1994)
- Das vierte Buch Mose: Gerhard Maier (1989)
- Das fünfte Buch Mose: Dieter Schneider (1982)
- Das Buch Josua: Martin Holland (1993)
- Das Buch der Richter / Das Buch Rut: Martin Holland / Volker Steinhoff (?)
- Das erste Buch Samuel: Martin Holland (2002)
- Das zweite Buch Samuel: Klaus vom Orde (2002)
- Das erste Buch der Könige: Hartmut Schmid (2002)
- Das zweite Buch der Könige: Heinz-Werner Neudorfer (1998)
- Das erste Buch der Chronik: Fritz Laubach (2000)
- Das zweite Buch der Chronik: Hansjörg Bräumer (2002)
- Die Bücher Esra und Nehemia: Klaus vom Orde (1997)
- Das Buch Esther: Gerhard Maier (1987)
- Das Buch Hiob 1. Teil (Kapitel 1–19): Hansjörg Bräumer (1992)
- Das Buch Hiob 2. Teil (Kapitel 20–42): Hansjörg Bräumer (1994)
- Das Buch der Psalmen: Dieter Schneider (1997)
- Das Buch der Sprüche: Werner Dietrich (1985)
- Der Prediger: Claus-Dieter Stoll (1993)
- Das Hohelied: Gerhard Maier (1995?)
- Der Prophet Jesaja: Dieter Schneider (1990)
- Der Prophet Jeremia: Dieter Schneider (1977)
- Die Klagelieder: Claus-Dieter Stoll (1988?)
- Der Prophet Hesekiel: Gerhard Maier (1998?)
- Der Prophet Daniel: Gerhard Maier (1982)
- Der Prophet Hosea: Martin Holland (1980)
- Die Propheten Joel, Amos und Obadia: Martin Holland (1991)
- Der Prophet Jona: Gerhard Maier (1976)
- Der Prophet Micha: Daniel Schibler (1991)
- Die Propheten Nahum, Habakuk und Zephanja: Martin Holland (1986)
- Die Propheten Haggai und Maleachi: Gerhard Maier (1985)
- Der Prophet Sacharja: Fritz Laubach (1984)